# Sílvia Manzana i Martínez
Sílvia Manzana i Martínez (Girona, 10 de setembre de 1957) és una escriptora i periodista catalana.

## Biografia
Nascuda a Girona va estudiar periodisme. Ha col·laborat amb diversos mitjans de comunicació com Punt Diari, Presència, Diari de Barcelona o La Farga. Va ser guanyadora dels premis Just Manuel Casero (1987) amb Tendra és la nit, La Colla (1987) amb Tres històries de dos i Marian Vayreda (1988) amb Oasi. Després de la seva darrera novel·la ha continuat publicant alguns relats com «Cau la nit» (2006) a la Revista de Girona.

## Obra
- Tendra és la nit (Barcelona: Columna Edicions, 1988), novel·la, premi de novel·la curta Just Manuel Casero (Llibreria 22, Girona) 1987.[4] ISBN 978-84-8300-508-8, ISBN 9788482410289
- Tres històries de dos (1988), relats, premi La Colla (Cassà de la Selva) 1987.
- Tapís (1988),[7] obra col·lectiva
- Oasi (Barcelona: Columna Edicions, 1989), novel·la, premi Marian Vayreda (Olot) 1988. ISBN 9788486612221
- La profecia (Barcelona: Àrea Contemporània, 1989),[8] obra col·lectiva. ISBN 9788477830115
- Quatre Llunes, un instant (Barcelona: Columna Edicions, 1996), relats fantàstics. ISBN 8478096280, ISBN 9788478096282
- Cau la nit (Girona, Revista de Girona, 2006), relat.